# واشینوئو
واشینوئو (به ژاپنی: 鷲の尾 ワシノオ Washinoo) نام علمی بر اساس کتاب ساکورای ژاپن
(Cerasus lannesiana 'Wasinowo' Koidzumi) نام یک نوع درخت ساکورای باغی است. این گونه از ساکورا بسیار به
گونهٔ دای‌مین 大明 شباهت دارد.

## ویژگی
- طول درخت: حدود ۱۰ متر
- تعداد گلبرگ: ۵–۸ عدد
- رنگ: سفید
- قطر گل: ۴ تا ۵ سانتیمتر
- زمان گل‌دهی:اوایل آوریل
- محل نمونه:باغ گیاه‌شناسی جنگل تاما